# Ville-la-Grand
Ville-la-Grand és un municipi francès situat al departament de l'Alta Savoia i a la regió d'Alvèrnia-Roine-Alps. L'any 2007 tenia 7.187 habitants.

## Demografia

### Població
El 2007 la població de fet de Ville-la-Grand era de 7.187 persones. Hi havia 3.117 famílies de les quals 1.037 eren unipersonals (411 homes vivint sols i 626 dones vivint soles), 842 parelles sense fills, 858 parelles amb fills i 380 famílies monoparentals amb fills.
La població ha evolucionat segons el següent gràfic:
Habitants censats

### Habitatges
El 2007 hi havia 3.403 habitatges, 3.182 eren l'habitatge principal de la família, 39 eren segones residències i 183 estaven desocupats. 1.263 eren cases i 2.109 eren apartaments. Dels 3.182 habitatges principals, 1.781 estaven ocupats pels seus propietaris, 1.341 estaven llogats i ocupats pels llogaters i 60 estaven cedits a títol gratuït; 142 tenien una cambra, 464 en tenien dues, 803 en tenien tres, 881 en tenien quatre i 892 en tenien cinc o més. 2.361 habitatges disposaven pel capbaix d'una plaça de pàrquing. A 1.655 habitatges hi havia un automòbil i a 1.169 n'hi havia dos o més.

### Piràmide de població
La piràmide de població per edats i sexe el 2009 era:
| Homes | Edats   | Dones |
| ----- | ------- | ----- |
| 0     | 95 o +  | 0     |
| 20    | 90 a 94 | 16    |
| 16    | 85 a 89 | 56    |
| 32    | 80 a 84 | 52    |
| 84    | 75 a 79 | 88    |
| 84    | 70 a 74 | 152   |
| 100   | 65 a 69 | 128   |
| 132   | 60 a 64 | 164   |
| 172   | 55 a 59 | 148   |
| 236   | 50 a 54 | 236   |
| 272   | 45 a 49 | 356   |
| 252   | 40 a 44 | 320   |
| 248   | 35 a 39 | 300   |
| 280   | 30 a 34 | 284   |
| 289   | 25 a 29 | 280   |
| 190   | 20 a 24 | 164   |
| 261   | 15 a 19 | 268   |
| 240   | 10 a 14 | 224   |
| 260   | 5 a 9   | 192   |
| 160   | 0 a 4   | 240   |

## Economia
El 2007 la població en edat de treballar era de 4.880 persones, 3.770 eren actives i 1.110 eren inactives. De les 3.770 persones actives 3.383 estaven ocupades (1.684 homes i 1.699 dones) i 387 estaven aturades (202 homes i 185 dones). De les 1.110 persones inactives 352 estaven jubilades, 381 estaven estudiant i 377 estaven classificades com a «altres inactius».

### Ingressos
El 2009 a Ville-la-Grand hi havia 3.261 unitats fiscals que integraven 7.362 persones, la mediana anual d'ingressos fiscals per persona era de 22.373 €.

### Activitats econòmiques
Dels 443 establiments que hi havia el 2007, 2 eren d'empreses extractives, 4 d'empreses alimentàries, 9 d'empreses de fabricació de material elèctric, 1 d'una empresa de fabricació d'elements pel transport, 22 d'empreses de fabricació d'altres productes industrials, 44 d'empreses de construcció, 127 d'empreses de comerç i reparació d'automòbils, 21 d'empreses de transport, 35 d'empreses d'hostatgeria i restauració, 7 d'empreses d'informació i comunicació, 17 d'empreses financeres, 18 d'empreses immobiliàries, 61 d'empreses de serveis, 55 d'entitats de l'administració pública i 20 d'empreses classificades com a «altres activitats de serveis».
Dels 104 establiments de servei als particulars que hi havia el 2009, 1 era una oficina del servei públic d'ocupació, 1 oficina de correu, 5 oficines bancàries, 20 tallers de reparació d'automòbils i de material agrícola, 2 tallers d'inspecció tècnica de vehicles, 4 establiments de lloguer de cotxes, 1 autoescola, 7 paletes, 10 guixaires pintors, 6 fusteries, 4 lampisteries, 4 electricistes, 2 empreses de construcció, 4 perruqueries, 2 veterinaris, 25 restaurants, 4 agències immobiliàries i 2 salons de bellesa.
Dels 39 establiments comercials que hi havia el 2009, 1 era, 1 un hipermercat, 2 grans superfícies de material de bricolatge, 1 una gran superfície de material de bricolatge, 3 fleques, 1 una fleca, 3 llibreries, 3 botigues de roba, 5 botigues d'equipament de la llar, 2 botigues d'electrodomèstics, 7 botigues de mobles, 6 botigues de material esportiu, 1 una botiga de material esportiu, 1 una botiga de material de revestiment de parets i terra i 2 floristeries.
L'any 2000 a Ville-la-Grand hi havia 6 explotacions agrícoles.

## Equipaments sanitaris i escolars
El 2009 hi havia 1 psiquiàtric i 3 farmàcies.
El 2009 hi havia 2 escoles maternals i 3 escoles elementals. A Ville-la-Grand hi havia 2 col·legis d'educació secundària i 1 liceu d'ensenyament general. Als col·legis d'educació secundària hi havia 1.666 alumnes i als liceus d'ensenyament general 372.
Ville-la-Grand disposava d'un centre de formació no universitària superior de formació tècnica.

## Poblacions més properes
El següent diagrama mostra les poblacions més properes.